# Knjižarstvo i štamparstvo u Zaječaru
Knjižarstvo i štamparstvo u Zaječaru počinje da se razvija od polovine 19. vekа, konačnim odlaskom Turaka iz Srbije. Zaječar je grad sa bogatom istorijskom prošlošću i izraženom kulturnom tradicijom, iz kog potiču značajni knjižari i štampari 19. veka, među kojima su Milisav Nikolić Jagodinac, Jovan Živković, Petar i Svetozar Marinković, Miloš T. Jovanović Lesedrenac, Stanko Tranović i mnogi drugi.

## Početak knjižarstva u Zaječaru
Prvi prodavac knjiga u Zaječaru bio je Milenko Stefanović 1845. godine. Ta godina se može uzeti za godinu prve zaječarske knjižare, gde se vršila prodaja školskih knjiga. 9. avgusta 1852. godine, Stefanović dobija dopis, gde je navedeno njegovo ime na listi trgovaca  po okružijima , koji mogu prodavati knjige po utvrđenim cenama.
Najznačajnija godina u razvoju knjižarstva u Zaječaru je 1870. godina. Te godine je otvorena „podknjižara” „Glavne srpske knjižare” iz Beograda. Vlasnici su bili Nikola Colović i Milisav Nikolić Jagodinac.

### Knjižara i štamparija Miloša T. Jovanovića-Lesedrenca
Knjižara i štamparija Miloša T. Jovanovića-Lesedrenca je knjižara i štamparija koju je nasledio od svog tasta, Milisava Nikolića. Iako su obe radnje bile uhodane, Lesedrenac je morao nešto da uradi povodom njihovog opremanja i inoviranja, naročito štamparije. Knjižara je bila cenjena i na dobrom glasu, za razliku od štamparije koja je imala zastarelu tehnologiju i lošu opremu. Međutim, Lesedrenac obnavlja štampariju tako što kupuje nov alat i opremu. Štamparija ja, ovako obnovljena, ubrzo preuzela primat u Zaječaru. Knjižara i štamparija nalazile su se u kući Marjanovića, u ulici Vojvode Mišića. Vremenom, obe radnje imaju sve manje posla, usled pojave konkurencija, koje su bile modernije i snažnije. Nakon toga se sve manji broj stručnjaka duže zadržavao u ovim radnjama.

### Knjižara i štamparija Stanka Tranovića
Stanko Tranović je bio jedan od najznačajnijih trgovaca u Zaječaru. Posedovao je nekoliko dućana sa različitom robom, među njima i knjižaru i štampariju. Knjižaru i štampariju je kupio 1907. godine od Svetozara Marinkovića. Knjižara je imala bogat asortiman knjiga, kancelarijskog materijala i školskog pribora, a štamparija je štampala veliki broj knjiga, novina i drugih materijala. Stanko Tranović se udružio sa Sretenom Dikovićem i oni zajedno daju ime štampariji „Nova štamparija”. 1929. godine Sreten Diković otkupljuje knjižaru i štampariju od Stanka Tranovića.

#### Knjižara i štamparija Sretena Dikovića
Sreten Diković kupuje 1929. godine knjižaru i štampariju od svog zeta, Stanka Tranovića, te tako nastaje ugledna firma „Povlašćena knjižara i štamparija Sretena D. Dikovića”. Ova knjižara i štamparija imala je veliki doprinos na kulturna zbivanja i kulturu štampe. Sreten je vremenom uspeo da obezbedi vrsne znalce grafičkog zanata za svoju štampariju, među kojima su Nikola Petković, Cvetko Beli, Jovan Stanisavljević i Kostić Borivoje. Nastojao je da u svojoj radnji sve prati savremene tokove obrazovanja i kulture. Knjižara je bila izvanredno snabdevena i poslovala je izuzetno dobro, jer se Sreten trudio da zadovolji mnogobrojne kupce. I štamparija i knjižara su se nalazile u strogom centru grada.

### Knjižara Ljube Marjanovića
Ljuba Marjanović, Ljuba-knjižar, kako su ga zvali u Zaječaru, je, iako odrastao u siromaštvu, upornim i znalačkim radom stvorio jednu od najboljih i najopremljenijih knjižara u Zaječaru. Otvaranje knjižare bilo je ostvarenje Ljubinih snova, te je ulagao puno rada i truda u nju, čak i nakon njenog otvaranja. Na vrhuncu svog uspeha, Ljuba sa svojim bratom Stanišom Marjanovićem, otvara knjižaru „Braća Marjanović”.

#### Knjižara „Braće Marjanović”
Knjižara „Braće Marjanović” osnovana je 31.06.1923. godine. U početku, posao u knjižari je tekao dobro, no vremenom njihov uspon i uticaj slabe, nakon čega braća Marjanović završavaju u zatvoru. Oduzeta im je sva imovina, pa tako i knjižara, koja je prestala da postoji 14.04.1947.

### Knjižara Svetozara M. Ratkovića
Svetozar Ratković je završio Trgovačku školu-smer knjižarstvo u Kragujevcu. Najpre je bio šegrt, a potom postao kalfa u knjižari „Braće Marjanović” . Svetozar 1932. godine otvara knjižaru pod nazivom „Đačka knjižara Svetozara M. Ratkovića”. Knjižara je bila bogato opremljena kancelarijskim materijalom, i to po specijalnostima: za škole, sudstvo, državnu upravu, kao i priborom za arhitekte, prosvetne radnike, činovnike... Ratković je važio za vrsnog knjižara i majstora u svom zanatu, čemu dosta doprinose i prijateljske veze sa Gecom Konom. 1948. godine Svetozar ostaje bez knjižare, koja je oduzeta od strane države.

### Knjižara i štamparija Miodraga Dikovića
Miodrag Diković, sin Sretena Dikovića, nasleđuje knjižaru i štampariju nakon smrti oca. Po završenoj gimnaziji u Zaječaru, upisuje Pravni fakultet u Beogradu. Međutim, zbog obaveza u knjižari i štampariji, napušta fakultet i posvećuje se poslu. Stekao je zvanje grafičarskog i knjižarskog stručnjaka. Štampao je razne partijske propagandne materijale za ciljeve NOP-a.

### Knjižara „Mladi maj”
Knjižara, antikvarnica i galerija „Mladi maj” Petra Živanovića je prva privatna knjižara u regionu. Petar Živanović je sve o knjižarstvu naučio radeći u „Nolitu”. Sa „Nolitovom” ekipom pokreće jednu prestižnu manifestaciju posvećenu knjizi i o knjizi „Nolitov sajam knjiga”. Kasnije je formiran „Nolitov klub čitalaca”, a izdaje se i list „Sajam”. Zbog ovih posebnih angažovanja Živanović je 1988. godine proglašen za najboljeg knjižara Jugoslavije. Te godine on osniva svoju knjižaru „Mladi maj”, koja nije slučajno dobila to ime. U njoj je dom pesnika mladosti i lepote iz cele Jugoslavije, gde je ostvarivana ideja o druženju mladih pesnika i beskonačnim poetskim nadmetanjima. Posao se razgranao, te on otvara još jednu knjižaru u centru grada.

### Knjižara „Nolit”
Knjižara „Nolit” je plasirala poznatu „belu” literaturu-naučnu, filozofsku, antropologijsku, lingvističku... Imala je istinske reprezente u borbi za dubljenje prostora trajne vrednosti knjige i za njenu rasprostranjenost, među kojima su Danica Petković, Milena Pavlović, Stanoje Nanić, Dragan Curović, Petar Živanović, Rade Veljković i Rade Aleksandrović.

## Štamparstvo u Zaječaru
Štamparstvo u Zaječaru počelo je sa razvijanjem sredinom 19. veka. Razvija se uporedo sa knjižarstvom, te vremenom postaje aktuelno zanimanje, što uslovljava otvaranje većeg broja štamparija.

### Štamparija „Prvi maj”
Štamparija „Prvi maj” osnovana je 7. aprila 1946. godine, čime je realizovana ideja da se u Zaječaru otvori jedna omladinska štamparija, koja bi zadovoljavala potrebe u štampanju i propagiranju omladinskih, ali i drugih političkih organizacija. Radnici-grafičari su u ovoj štampariji radili dobrovoljno, a u nju se ulazilo samo sa propusnicama. Pored letaka, oglasa, obaveštenja i drugog političkog propagandnog materijala, radnici se sećaju da su ručno, stranu po stranu, slagali i otiskivali knjigu „Kako se kalio čelik”. Štamparija se zatvorila godinu dana nakon osnivanja.

### Štamparija „Timbas”
Štamparija „Timbas” se otvorila neposredno nakon gašenja štamparije „Prvi maj”. Upravnik je bio Bora Kostić. Štamparija je radila oko dve godine i u njoj su štampane sve vrste obrazaca za potrebe rudnika Timočkog basena, kao i list „Glas Timoka”. Radnici štamparije „Prvi maj” radili su u „Timbasu” za platu, za razliku od omladinske štamparije gde su radili dobrovoljno.

### Štamparija „Ofset-Miki”
Miroljub Miki Đergović otvara prvu samostalnu, privatnu štampariju u Zaječaru. Đergović se trudio da što bolje savlada tehniku i tehnologiju štamparstva, što mu u početku nije uspevalo, no to ga ne obeshrabruje. On vidi perspektivu u štamparstvu, ovladava sve više savremenom tehnologijom i dostignućima, prodire u tajne elektronike, prema kojoj počinje gajiti poseban afinitet. Đergovićev najveći uspon bio je u periodu 1990.-1992.

### Štamparija „Gutenberg”
Osnovao ju je Gradimir Spasić. Spasić je, i pored svakodnevnih grafičkih poslova, stalno tragao za novim, umetničkim u njemu. Želeo je da se i likovno i grafički, u potpunosti izrazi, da utisne lični pečat svemu što je odštampano u „Gutenbergu”. 1990. godine, sa Goranom Aleksićem, grafičkim radnikom, otvara privatnu štampariju, koju nakon kratkog vremena nastavlja da vodi sam. Štamparija „Gutenberg” odštampala je dosta značajnih knjiga, a u njoj su se izrađivale i vizitkarte, pozivnice, kalendari...

### Štamparija „Kairos”
Štampariju „Kairos” osnovao je Gradimir Jonović. Još pri samom otvaranju bila je najopremljenija i najsavremenija štamparija, ne samo u Zaječaru, nego i šire. Trudio se da uvek ide u korak sa tehnologijom, te je stalno snabdevao svoju štampariju najnovijim uređajima. U štampariji je imao četiri stručna kvalifikovana radnika:
- Radonjić Bratislav, stručni ofset mašinista
- Đurić Milan, stručnjak za kompjutersku tehniku
- Mitić Ljiljana, stručnjak za knjigovezačke poslove

- Milanović Ljubinka, knjigovodstveni radnik

Štamparija je izrađivala blokovsku robu ( obrasci, uplatnice... ) i to za Zaječar, Bor, Boljevac. Posebna su specijalnost sve vrste reklamnih materijala.

### Štamparija „Boneida”
Osnovao ju je Saša Đorđević 1980. godine, iz hobija. U štampariji su se najpre izrađivali propagandni materijali za omladinske akcije. Šireći krug svojih interesovanja, susreće se sa takozvanom tampon štampom. Ovom metodom dobija se visok kvalitet štampe.Radi se o posebnoj štamparskoj tehnici, a koja spada u takozvanu duboku štampu i podrazumeva da se specijalnim tamponom, koji je izrađen od gume ili silikona sa klišea, to jest sa konkretne štamparske forme, prenosi boja na određeni predmet.

## Spoljašnje veze
- Books.google
- Oxfordwebstudio.com